# Chionea (Chionea) crassipes crassipes
Chionea (Chionea) crassipes crassipes is een ondersoort van de tweevleugelige Chionea (Chionea) crassipes uit de familie steltmuggen (Limoniidae). De ondersoort komt voor in het Palearctisch gebied.